# منطقة بلحاف - بروم الساحلية

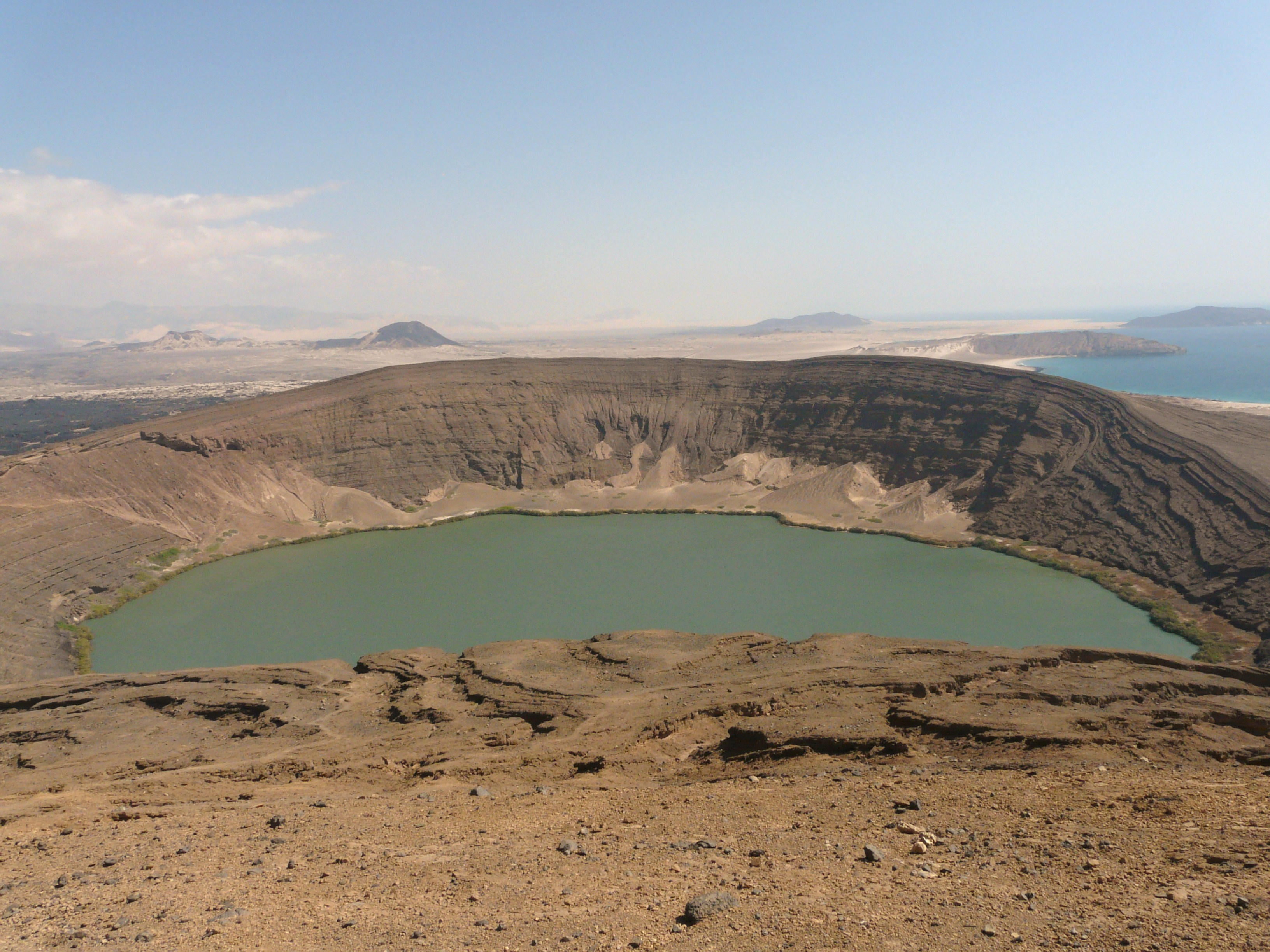
فوهة بركانية في بئر علي.

منطقة بلحاف - بروم الساحلية  هي منطقة ساحلية تقع على الساحل الجنوبي لليمن وتمتد من بلحاف بمحافظة شبوة وحتى شواطئ بروم في البحر العربي بمحافظة حضرموت.
ويبلغ طولها حوالي 75 كيلومتر (47 ميل) وهي من المحميات الساحلية المهمة على مستوى الوطن العربي، أضافتها اليونسكو إلى مواقع التراث العالمي المؤقتة في اليمن في 2002.